# Pokrajina Potenza
Pokrajina Potenza (italijansko Provincia di Potenza [provìnča di potènca]), je ena od dveh pokrajin, ki sestavljata italijansko deželo Bazilikata. Meji na severu z deželo Apulija, na vzhodu s pokrajino Matera, na jugu z deželo Kalabrija in na zahodu z deželo Kampanija in Tirenskim morjem.

## Večje občine
Glavno mesto je Potenza, ostale večje občine so (podatki 31.12.2008):
| Občina             | Prebivalcev |
| ------------------ | ----------- |
| Potenza            | 68.060      |
| Melfi              | 17.354      |
| Lavello            | 13.867      |
| Rionero in Vulture | 13.538      |
| Lauria             | 13.507      |
| Venosa             | 12.162      |
| Avigliano          | 12.001      |

## Naravne zanimivosti
V pokrajini je jezero Lago di Monte Cotugno, ki je nastalo med letoma 1972 in 1982, ko je bil na reki Sinni zgrajen največji zemeljski nasip v Evropi. Jez meri 60 metrov v višino in na bazi 260 metrov v širino, dolg je pa skoraj dva kilometra. V jezero (530 milijonov kubikov) so bili speljani tudi hudourniki, ki obdobno pritekajo iz okoliških hribov. Jezero in jez je moč obiskati samo s posebnim dovoljenjem oblasti.
Seznam zavarovanih območij v pokrajini:
- Narodni park Pollino (Parco nazionale del Pollino)
- Krajinski park Gallipoli Cognato - Piccole Dolomiti Lucane (Parco naturale di Gallipoli Cognato - Piccole Dolomiti Lucane)
- Naravni rezervat Agromonte Spacciaboschi (Riserva naturale Agromonte Spacciaboschi)
- Naravni rezervat Coste Castello (Riserva naturale Coste Castello)
- Naravni rezervat I Pisconi (Riserva naturale I Pisconi)
- Naravni rezervat Grotticelle (Riserva naturale Grotticelle)
- Naravni rezervat Rubbio (Riserva naturale Rubbio)
- Naravni rezervat Abetina di Laurenzana (Riserva regionale Abetina di Laurenzana)
- Naravni rezervat Lago Laudemio (Remmo) (Riserva regionale Lago Laudemio (Remmo))
- Naravni rezervat Lago piccolo di Monticchio (Riserva regionale Lago piccolo di Monticchio)
- Mokrišče Lago Pantano di Pignola (Riserva regionale Lago Pantano di Pignola)

## Zgodovinske zanimivosti
Zgodovinsko najpomembnejši kraj v pokrajini je mesto Melfi, ki je doseglo višek pomembnosti v 13. stoletju, v obdobju Friderika II., ki je mesto izbral za svojo rezidenco. Tu je tudi leta 1231 razglasil Melfijske ustavne zakone, ki so urejevali zakonodajo Sicilskega kraljestva. Zakonik danes velja za mejnik v razvoju moderne državne administracije. Po Friderikovi smrti so na oblast prišli Aragonci in mesto Melfi je začelo propadati. Po dveh stoletjih, leta 1528, ko je bilo mesto že dolgo pod Španci, so ga napadli in zavzeli Francozi. Melfi je bilo oropano in požgano, prebivalstvo pobito. Španski kralj Karel V. je mesto spet zavzel že leta 1531, a je bilo opustošeno in neobljudeno. Dva direktna kraljeva ukaza sta odločila, naj se vselijo na razvaline mesta vsi prebivalci okolice in celo bližnja kolonija Albancev. Novi meščani so bili oproščeni davkov 12 let.